# Serdce Parmy
Serdce Parmy (Сердце Пармы) è un film del 2022 diretto da Anton Megerdičev.

## Trama
Il film è ambientato nel quindicesimo secolo e racconta la conquista della Grande Permia da parte del Gran Ducato di Mosca.